# Lancebranlette
Lancebranlette est un sommet franco-italien des Alpes grées séparant la haute Tarentaise de la vallée d'Aoste et culminant à 2 936 ou 2 937 mètres d'altitude.

## Toponymie
Le nom viendrait de lanche, « pente très déclive, généralement gazonnée, entre deux arêtes rocheuses », et branlette, ciboulette sauvage.

## Ascension
Son ascension s'effectue en général à partir du col du Petit-Saint-Bernard.
On peut distinguer deux parties lors de l'ascension :
- la première, relativement simple, mène jusqu'à 2 700 mètres environ, à ce niveau arrive la seule et unique difficulté de la montée qui se déroule dans une pente schisteuse bien aménagée pour faciliter l'ascension ;
- ensuite, la montée se termine sans difficulté jusqu'à la table d'orientation à 2 936 mètres d'altitude d'où l'on peut observer l'ensemble du massif du Mont-Blanc.